# Romance sentimental

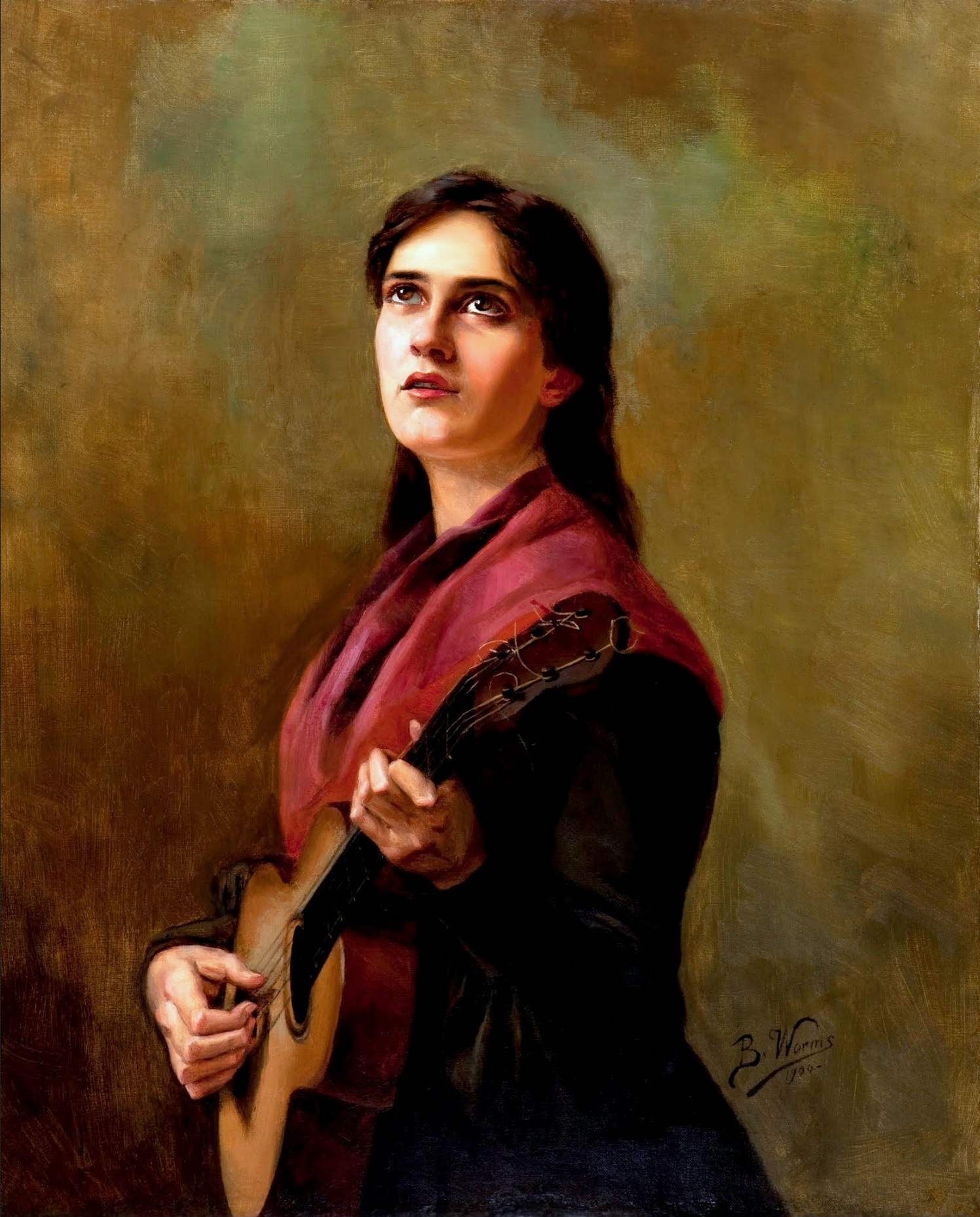
Canção Sentimental, pintura de 1804 por Bertha Worms.

O romance sentimental (em inglês: sentimental novel), também chamado romance de sentimento, é um sub-gênero de romance, extremamente popular entre 1770 e 1790, caracterizado por enaltecer as virtudes do sentimentalismo. Entre os autores mais célebres de romances sentimentais estão Maria Edgeworth, Samuel Richardson, Oliver Goldsmith,  Antoine François Prévost, Goethe e Jean-Jacques Rousseau.

## Características
Romances sentimentais são caracterizados pela caracterização dos personagens como sendo extremamente emocionais e simpáticos em relação ao mundo e às pessoas ao seu redor, enxergando beleza no mundo natural. Com a valorização da virtude do sentimento acima da do intelecto, elementos como a subjetividade e a exploração do estado psicológico e emocional dos personagens torna-se central na escrita dos romance sentimentais, havendo no geral por parte dos autores um desprendimento em relação às estruturas formais da tradição literária do período.
Nesse sentido, o enredo deste tipo de romance se dá não através de uma sequência de fatos e acontecimentos, mas sim pelos diferentes estados emocionais dos personagens. Em enredos de romances sentimentais como A Sentimental Journey, publicado por Laurence Sterne em 1768, ou The Man of Feeling, de Henry Mackenzie, publicado em 1771, os personagens passam por situações de terrível sofrimento, mas também emoção — de forma que são os estados emocionais que ditam a narrativa, invés dos acontecimentos.